# دارژنو
دارژنو (به لهستانی:  Darżyno) یک روستا در لهستان است که در گمینا پوتنگووو واقع شده‌است. دارژنو ۲۶۴ نفر جمعیت دارد.